# Główny Urząd Geodezji i Kartografii
Główny Urząd Geodezji i Kartografii (GUGiK) – urząd obsługujący i działający pod bezpośrednim kierownictwem Głównego Geodety Kraju. Główny Geodeta Kraju kieruje Urzędem przy pomocy wiceprezesa, dyrektora generalnego oraz dyrektorów komórek organizacyjnych.
Siedziba GUGiK od 2023 znajduje się przy ul. Żurawiej 6/12 w Warszawie, wcześniej urząd zlokalizowany był przy ul. Wspólnej 2.

## Urząd

### Rys historyczny
GUGiK został utworzony na mocy zapisów dekretu z dnia 30 marca 1945 jako Główny Urząd Pomiarów Kraju przy Prezydium Rady Ministrów. Pierwszym prezesem GUPK został inż. Jan Adam Piotrowski. Dekretem z dnia 24 kwietnia 1952 Główny Urząd Pomiarów Kraju przekształcono w Centralny Urząd Geodezji i Kartografii podległy premierowi. Jego działalność była w dużym stopniu niejawna. Kolejną dużą zmianą było zlikwidowanie w 1956 Centralnego Urzędu Geodezji i Kartografii i powołanie w zamian Głównego Urzędu Geodezji i Kartografii jako pionu organizacyjnego Ministerstwa Spraw Wewnętrznych.
W kolejnych latach GUGiK kilkakrotnie zmieniał resorty, a w 1987 został rozwiązany (jego funkcję przejął Departament Geodezji, Kartografii i Gospodarki Gruntami Ministerstwa Gospodarki Przestrzennej i Budownictwa).
Główny Urząd Geodezji i Kartografii został ponownie powołany w styczniu 1997, jako jednostka podległa Ministrowi Gospodarki Przestrzennej i Budownictwa. Następnie, do 2005, GUGiK podlegał Ministrowi Budownictwa, od 2007 Ministrowi Spraw Wewnętrznych i Administracji, a od 2011 – Ministrowi Administracji i Cyfryzacji, natomiast od 2015 - ministrowi kierującemu działem administracji rządowej Budownictwo, planowanie i zagospodarowanie przestrzenne oraz mieszkalnictwo.

## Zadania
GUGiK wykonuje zadania powierzone Głównemu Geodecie Kraju, czyli:
- nadzoruje realizację polityki państwa w zakresie geodezji i kartografii,
- pełni funkcję organu wyższego stopnia w rozumieniu Kodeksu postępowania administracyjnego w stosunku do wojewódzkich inspektorów nadzoru geodezyjnego i kartograficznego, a także nadzoruje i kontroluje ich działania,
- prowadzi centralny zasób geodezyjny i kartograficzny oraz dysponuje środkami Centralnego Funduszu Gospodarki Zasobem Geodezyjnym i Kartograficznym,
- zakłada podstawowe osnowy geodezyjne, osnowy grawimetryczne i osnowy magnetyczne,
- opracowuje zasady dotyczące techniczno-organizacyjnego przygotowania katastru oraz współdziała w jego tworzeniu,
- prowadzi państwowy rejestr granic i powierzchni jednostek podziałów terytorialnych kraju,
- ewidencjonuje systemy informacji o terenie o znaczeniu ogólnopaństwowym oraz współpracuje z innymi resortami w zakładaniu i prowadzeniu systemów informacji geograficznej,
- współpracuje z wyspecjalizowanymi w dziedzinie geodezji i kartografii organizacjami międzynarodowymi, regionalnymi oraz organami i urzędami innych krajów,
- inicjuje prace naukowe i badawczo-rozwojowe w zakresie standardów organizacyjno-technicznych oraz zastosowania metod informatycznych, fotogrametrycznych i satelitarnych w dziedzinie geodezji i kartografii oraz w krajowym systemie informacji o terenie,
- nadaje uprawnienia zawodowe w dziedzinie geodezji i kartografii, prowadzi rejestr osób uprawnionych oraz współpracuje z samorządami (Wojewódzkie Ośrodki Dokumentacji Geodezyjnej i Kartograficznej – WODGiK, Miejskie Ośrodki Dokumentacji Geodezyjnej i Kartograficznej – MODGiK) i organizacjami zawodowymi geodetów i kartografów,
- prowadzi sprawy związane z ochroną informacji niejawnych w działalności geodezyjnej i kartograficznej,
- opracowuje wytyczne dotyczące powszechnej taksacji nieruchomości i nadzoruje jej przebieg,
- współdziała z organami administracji geodezyjnej i kartograficznej przy wykonywaniu: fotogrametrycznych zdjęć powierzchni kraju, map topograficznych, map tematycznych, opracowań fotogrametrycznych,
- prowadzi sprawy związane z nazewnictwem geograficznym, w tym państwowy rejestr nazw geograficznych,
- opracowuje zasady dotyczące uzgodnień co do usytuowania projektowanych sieci uzbrojenia terenu.

### Struktura
W skład GUGiK-u wchodzi sześć departamentów oraz trzy biura:
- Departament Geodezji, Kartografii i Systemów Informacji Geograficznej
- Departament Informacji o Nieruchomościach
- Departament Informatyzacji i Rozwoju Państwowego Zasobu Geodezyjnego i Kartograficznego
- Departament Nadzoru, Kontroli i Organizacji Służby Geodezyjnej i Kartograficznej
- Departament Spraw Obronnych oraz Ochrony Informacji Niejawnych
- Departament Prawno–Legislacyjny
- Biuro Współpracy Zagranicznej
- Biuro Informacji Publicznej oraz Komunikacji Medialnej
- Biuro Obsługi Urzędu

### Kierownictwo
- vacat – Główny Geodeta Kraju[8]
- Anna Bober – zastępca Głównego Geodety Kraju od 22 maja 2024[9]
- Anna Skibińska-Pawlak – dyrektor Generalny Głównego Urzędu Geodezji i Kartografii od 15 kwietnia 2025[10]

Przy GUGiK-u działa Komisja Standaryzacji Nazw Geograficznych poza Granicami Rzeczypospolitej Polskiej.

## Budżet, zatrudnienie i wynagrodzenia
Wydatki Głównego Urzędu Geodezji i Kartografii są realizowane w części 18 budżetu państwa – Budownictwo, planowanie
i zagospodarowanie przestrzenne oraz mieszkalnictwo.
W 2018 wydatki GUGiK wyniosły 52,66 mln zł. Przeciętne zatrudnienie w przeliczeniu na pełne etaty wyniosło 181 osób, a średnie miesięczne wynagrodzenie brutto 7427 zł.
W ustawie budżetowej na 2019 wydatki Głównego Urzędu Geodezji i Kartografii zaplanowano w wysokości 32,84 mln zł.